# 斯蒂安·林斯塔德
斯蒂安·林斯塔德（挪威語：Stian Ringstad；1991年8月29日—）是一位挪威足球運動員。在場上的位置是後衛。他現在效力於挪威足球超級聯賽球隊利尼史特朗。他也代表挪威國家足球隊參賽。